# Lemuy
Lemuy é uma comuna francesa na região administrativa de Borgonha-Franco-Condado, no departamento de Jura. Estende-se por uma área de 21,33 km². Em 2010 a comuna tinha 244 habitantes (densidade: 11,4 hab./km²).